# Single Box
A Single Box az X Japan japán heavymetal-együttes válogatásalbuma, mely 1997. december 25-én jelent meg az Atlantic Records kiadásában. 8 újramaszterelt CD-t tartalmaz: korábban az Atlantic kiadásában megjelent kislemezeket és élő felvételeket.

## Számlista
1. lemez
1. Tears (X Japan-verzió)
2. Tears (klasszikus zenei változat)

2. lemez
1. Rusty Nail
2. Rusty Nail (eredeti karaoké)

3. lemez
1. Longing: Togireta melody (Longing～跡切れたmelody～?)
2. Longing: Togireta melody (eredeti karaoké)

4. lemez
1. Longing: Szecubó no joru (Longing～切望の夜?)

5. lemez
1. Dahlia
2. Tears (1993-as Tokyo Dome- koncertfelvétel)

6. lemez
1. Forever Love
2. Forever Love (eredeti karaoké)

7. lemez
1. Crucify My Love
2. Week End (1995-ös Tokyo Dome-koncertfelvétel)

8. lemez
1. Scars
2. White Poem 1 (M.T.A. Mix)